# La Justicière
Pour les articles homonymes, voir La Justicière (homonymie).

La Justicière est un film muet français réalisé par Louis Feuillade et sorti en 1910.

## Fiche technique
- Réalisateur : Louis Feuillade
- Photographie : Albert Sorgius
- Société de production : Société des Établissements L. Gaumont
- Format : Muet - Noir et blanc - 1,33:1 - 35 mm
- Pays d'origine  : France
- Durée : inconnue
- Date de sortie : 
  -  France - 1910

## Distribution
- Gaston Séverin